# 米哈伊尔·切尔内绍夫
米哈伊尔·阿纳托利耶维奇·切尔内绍夫（羅馬化：Mikhail Anatol'yevich Chernyshyov；1950年3月6日—）是俄罗斯政治人物，第七届国家杜马议员。
1996年至2014年，他担任顿河畔罗斯托夫市长。2014年，他被任命为罗斯托夫州副州长。2016年，他当选为第七届国家杜马议员。
他的妻子卓娅·斯捷潘诺娃同样是一位国家杜马议员。